# Chris Cody
Chris Cody est un pianiste australien né en 1964 qui habite à Paris, en France.

## Biographie
Il a commencé sa carrière musicale comme pianiste classique en Australie, après avoir été finaliste au Concours Roger Woodward à l'âge de 14 ans. Il s'est produit à l'Opéra de Sydney ainsi qu'au Town Hall.
Il a joué également pour des comédies musicales : Gilbert et Sullivan, Offenbach, Jesus Christ Superstar, West Side Story, Company (dirigé par Simone Young), Jazzy Josie B., Oklahoma, Motown Showdown, Un Petit Gout d’Anis, et The Shiny Frock Show. Il a composé la musique originale pour Don Juan de Molière à l'Opéra de Sydney, Diatribe d’Amour Contre Un Homme Assis, (Gabriel Garcia Marquez), Kabarett 33, 31 Celestial Flavours, Little Lou, et When the Garbo Bangs Twice ainsi que pour les films Dr Jazz de N. Perry, lauréat du Sydney Film Festival 1999, Two Fingers de R. Pain, Paris Down Under, de R. Shasnall, SBS TV, Mephisto de L. Vaissière, prix de Pau et Toronto, et Paris The Musical, ABC TV.
En tant que pianiste de jazz, Chris Cody a joué aux États-Unis, en Afrique et en Europe, avec des musiciens de jazz tels que Roy Hargrove, Herb Geller,  Glenn Ferris, Marcel Azzola, Rhoda Scott, Antonio Hart, Stephano di Battista, Frank Lacy, et Graham Haynes. Il dirige aussi son propre groupe, Chris Cody Coalition.
En tant qu'acteur, il a fait ses débuts à l'âge de dix ans pour la télévision australienne (Power Without Glory, ABCTV) et dernièrement il a joué dans Crochambule, mise en scène de François- Henry Rainson, Yanne a Marre (La Belle Équipe), et Le Gros, la Vache et le Mainate (Bernard Menez, Pierre Guillois) au Théâtre du Rond-Point à Paris.

## Discographie partielle
- Chris Cody, Not My Lover, Wave Records
- Jon Handelsman, Spirit House
- Tuesday Warren, Luminescece Quartet: A Drop of Water
- Chris Cody Coalition avec Glenn Ferris: Conscript (CHC001, Nocturne)
- Jocelyn Moen, La Rouge Qui Bouge, Roadsign
- Wendy Lee Taylor, Compilation, Jewel, (Smoove Records, Japan)
- Chris Cody Coalition avec Glenn Ferris: Midnight Tide (Cristal/Harmonia Mundi)
- Wendy Taylor: Lets Do It (Crystal CDM 16)
- Freyja: This Girl (Jazzabella)
- On The Corner: Four (Amrap)
- Elisabeth Green, Biodiversity, (UWS BD 02)
- Chris Cody Coalition: Music for Don Juan (STC 501)
- Chris Cody Coalition: Oasis (Naxos 86018-2)
- The Many Faces of Naxos Jazz (Naxos 86040)
- Chris Cody Coalition (Quoi de Neuf Docteur 032)
- Gervais Koffe and The African Diaspora: Djamo
- Skander Guetari : Alwan (Bynzart)
- Caroline Lynn: The Shaman’s Kiss (Newmarket 3113.2)
- Paddy Sherlock and the Jump Jive Five: The Louis Jordan Show
- Jeff Hoffman: Good Thing (MDM 101)
- Beigel Daisy Toasts (Virgin)
- Stefan Hugye: Sympathisers (Xopf 020)